# كلوزياوية
الكلوزياوية (الاسم العلمي:Clusieae) هي قبيلة من النباتات تتبع فصيلة الكلوزية من رتبة الملبيغيات.

## أجناس الكلوزياوية
- الكلوزية